# Rennrodel-Weltmeisterschaften 1969
Die 12. Rennrodel-Weltmeisterschaften 1969 fanden vom 1. bis 2. Februar 1969 in Königssee in Deutschland statt. Die Weltmeisterschaften wurden durch den tödlichen Sturz des polnischen Meisters Stanisław Paczka überschattet. Er erlag den Verletzungen nachdem sein Schlitten im zweiten Wertungslauf aus der Bahn getragen wurde. Die gesamte polnische Mannschaft zog sich vom weiteren Wettkampf zurück. Die als Nachtlauf geplanten dritten Durchgänge der Einzelkonkurrenzen wurden gestrichen.

## Einsitzer der Frauen
| Platz | Land           | Sportlerin        | Zeit    |
| ----- | -------------- | ----------------- | ------- |
| 1     | DDR            | Petra Tierlich    | 2:13,99 |
| 2     | DDR            | Anna-Maria Müller | 2:14,56 |
| 3     | BR Deutschland | Christa Schmuck   | 2:14,59 |
| 4     | DDR            | Christa Decker    | 2:14,82 |
| 5     | DDR            | Adelheid Krauss   | 2:15,29 |
| 6     | DDR            | Ortrun Enderlein  | 2:15,50 |
| 7     | DDR            | Angela Knösel     | 2:15,75 |

Weitere Reihenfolge
| Platz | Sportlerin             | Land |
| ----- | ---------------------- | ---- |
| 8     | Angelika Greguletz     | FRG  |
| 9     | Elisabeth Demleitner   | FRG  |
| 10    | Ulrike Otto            | FRG  |
| 11    | Angelika Schafferer    | AUT  |
| 12    | Berit Salomonsson      | SWE  |
| 13    | Marta Pavlicova        | CSK  |
| 14    | Anelies Voborilova     | CSK  |
| 15    | Elfriede Wäger         | AUT  |
| 16    | Cordula Kriegelsteiner | AUT  |
| 17    | Katerina Ovsenek       | YUG  |
| DNF   | Wiesława Krawczyk      | POL  |
| DNF   | Anna Mąka              | POL  |
| DNF   | Wiesława Krawczyk      | POL  |
| DNF   | Barbara Piecha         | POL  |
| DNF   | Malgorzata Serafini    | POL  |
| DNF   | Erika Lechner          | ITA  |
| DNF   | Erika Prugger          | ITA  |
| DNF   | Marlene Korthals       | AUT  |
| DNF   | Gisela Otto            | FRG  |

## Einsitzer der Männer
| Platz | Land           | Sportler            | Zeit    |
| ----- | -------------- | ------------------- | ------- |
| 1     | Österreich     | Josef Feistmantl    | 2:20,01 |
| 2     | Österreich     | Manfred Schmid      | 2:20,79 |
| 3     | DDR            | Wolfgang Scheidel   | 2:20,93 |
| 4     | DDR            | Siegfried Müller    | 2:21,11 |
| 5     | DDR            | Wolfram Fiedler     | 2:21,39 |
| 6     | DDR            | Horst Hörnlein      | 2:21,97 |
| 7     | BR Deutschland | Leonhard Nagenrauft | 2:22,34 |
| 8     | DDR            | Klaus Bonsack       | 2:22,56 |
| 9     | DDR            | Rolf Fuchs          | 2:22,62 |
| 10    | DDR            | Reinhard Bredow     | 2:22,79 |

Weitere Reihenfolge
| Platz | Sportler              | Land |
| ----- | --------------------- | ---- |
| 11    | Emil Lechner          | ITA  |
| 12    | Hans Plenk            | FRG  |
| 13    | Josef Fendt           | FRG  |
| 14    | Martin Köck           | FRG  |
| 15    | Helmut Thaler         | AUT  |
| 16    | Michael Köhler        | GDR  |
| 17    | Jan Axel Strøm        | NOR  |
| 18    | Bernhard Aschauer     | FRG  |
| 19    | Hermann König         | FRG  |
| 20    | Alfred Pabst          | ITA  |
| 21    | Manfred Stengle       | AUT  |
| 22    | Hans Graber           | ITA  |
| 23    | Oswald Haller         | AUT  |
| 24    | Alois Oberhofer       | ITA  |
| 25    | Horst Urban           | CSK  |
| 26    | Siegfried Mair        | ITA  |
| 27    | Jan Nilsson           | SWE  |
| 28    | Johan Christian Strøm | NOR  |
| 29    | František Halíř       | CSK  |
| 30    | Emil Egli             | CHE  |
| 31    | Ernst Mair            | ITA  |
| 32    | Robin Partch          | USA  |
| 33    | Hans Sahlin           | SWE  |
| 34    | Jan Hamřík            | CSK  |
| 35    | Steinar Frelsøy       | NOR  |
| 36    | Stephen Sinding       | NOR  |
| 37    | Pierre Larchier       | FRA  |
| 38    | Peter Matecha         | CSK  |
| 39    | Josef Nägele          | LIE  |
| 40    | Ladislav Mužík        | CSK  |
| 41    | Ion Pervilhac         | FRA  |
| 42    | Ziro Oba              | JPN  |
| 43    | Svein Schei           | NOR  |
| 44    | Hiroshi Yamagata      | JPN  |
| 45    | Terry O’Brien         | USA  |
| 46    | Tsutomu Nagoya        | JPN  |
| 47    | Franz Schädler        | LIE  |
| 48    | Kent Olofsson         | SWE  |
| 49    | Fritz Feierabend      | CHE  |
| 50    | Max Klinar            | YUG  |
| 51    | Richard Liversedge    | GBR  |
| 52    | Lewis Janousez        | USA  |
| 53    | Pat Crawley           | USA  |
| 54    | Russell Tapp          | GBR  |
| 55    | Osamu Ono             | JPN  |
| 56    | Julijan Ulcar         | YUG  |
| 57    | Guy Frossard          | FRA  |
| 58    | Jean-Pierre Valentin  | FRA  |
| 59    | Toshihiro Minomi      | JPN  |
| DNF   | Jerzy Wojnar          | POL  |
| DNF   | Lucjan Kudzia         | POL  |
| DNF   | Zbigniew Gawior       | POL  |
| DNF   | Tadeusz Radwan        | POL  |
| DNF   | Romuald Zukowski      | POL  |
| DNF   | Jozef Matlak          | POL  |
| DNF   | Ryszard Gawior        | POL  |
| DNF   | Stanisław Paczka (†)  | POL  |
| DNF   | Erich Graber          | ITA  |
| DNF   | Ewald Walch           | AUT  |
| DNF   | Franz Schachner       | AUT  |
| DNF   | Walter Korrodi        | CHE  |
| DNF   | Hans Brandner         | FRG  |
| DNF   | Albert Pilotti        | FRA  |
| DNF   | Leo Atzwanger         | ITA  |
| DNF   | Bruce Pettit          | USA  |
| DNF   | Stefan Zupan          | YUG  |
| DSQ   | Rudolf Schmid         | AUT  |
| DSQ   | Hans Wimmer           | FRG  |

## Doppelsitzer der Männer
| Platz | Land           | Sportler                         | Zeit    |
| ----- | -------------- | -------------------------------- | ------- |
| 1     | Österreich     | Manfred Schmid, Ewald Walch      | 1:27,35 |
| 2     | DDR            | Horst Hörnlein, Reinhard Bredow  | 1:27,70 |
| 3     | DDR            | Klaus Bonsack, Michael Köhler    | 1:27,73 |
| 4     | BR Deutschland | Leonhard Nagenrauft, Hans Wimmer | 1:27,73 |
| 5     | Italien        | Siegfried Mair, Ernesto Mair     | 1:28,62 |
| 6     | DDR            | Wolfgang Scheidel, Rolf Fuchs    | 1:28,86 |

Weitere Reihenfolge
| Platz | Sportler                          | Land |
| ----- | --------------------------------- | ---- |
| 7     | Paul Hildgartner, Walter Plaikner | ITA  |
| 8     | Josef Feistmantl, Manfred Stengl  | AUT  |
| 9     | Hans Plenk, Bernhard Aschauer     | FRG  |
| 10    | Martin Köck, Albert Ertelt        | FRG  |
| 11    | Helmut Thaler, Reinhold Senn      | AUT  |
| 12    | Oswald Haller, Willibald Biechl   | AUT  |
| 13    | Hans-Peter Borchers, Michael Silz | FRG  |
| 14    | Siegfried Müller, Klaus Deschner  | GDR  |
| 15    | Hans Graber, Erich Graber         | ITA  |
| 16    | Hans Urban, Petr Matecha          | CSK  |
| 17    | Jan Hamřík, František Halíř       | CSK  |
| DNF   | Lewis Janousek, Bruce Pettit      | USA  |

## Medaillenspiegel
| Platz | Land                            | Gold | Silber | Bronze | Gesamt |
| ----- | ------------------------------- | ---- | ------ | ------ | ------ |
| 1     | Österreich                      | 2    | 1      | 0      | 3      |
| 2     | Deutsche Demokratische Republik | 1    | 2      | 2      | 5      |
| 3     | BR Deutschland                  | 0    | 0      | 1      | 1      |